# Les Républicains calédoniens
Ne doit pas être confondu avec Les Républicains (Nouvelle-Calédonie).
Les Républicains calédoniens est un parti politique fondé le 7 décembre 2017. Il trouve son origine dans un groupe politique formé le 18 juillet 2017 au Congrès de la Nouvelle-Calédonie, puis par la formation d'une coalition non-indépendantiste néo-calédonienne. 
Le congrès fondateur du parti s'est tenu le 7 décembre 2017 à l'hôtel Nouvata à Nouméa.
Il est né d'une recomposition politique ayant eu lieu durant la campagne des élections législatives des 11 et 18 juin 2017 en Nouvelle-Calédonie. En effet, l'ancienne fédération des Républicains de Nouvelle-Calédonie (formée autour du Rassemblement en 2015) éclate avec plusieurs candidatures concurrentes pour le premier tour dans les deux circonscriptions et le changement d'alliance du Rassemblement qui s'associe à Calédonie ensemble, le MPC et Tous Calédoniens dans une Plateforme commune pour le second tour ainsi que pour, par la suite, faire front commun dans les négociations avec les indépendantistes sur l'avenir institutionnel. Les autres formations non-indépendantistes s'unissent alors derrière Sonia Backès pour former un nouveau groupe au Congrès qui prend le nom de « Les Républicains calédoniens », accusant la Plateforme d'alliance de circonstance pour des partages de postes plutôt que sur un véritable programme et proposant en échange une « union sacrée » qui serait plus équilibrée.

## Positionnement idéologique
Les Républicains calédoniens est situé à la droite de l'échiquier politique néo-calédonien,.
Il fait partie de la famille des « loyalistes » ou « anti-indépendantistes », présentant « le maintien de la Nouvelle-Calédonie dans la République française » comme son « objet principal » dans ses statuts. Il se montre autonomiste concernant l'archipel (se déclarant « pour une affirmation de la Personnalité calédonienne au sein de la France » dans sa charte). Mais il s'oppose fermement à toutes les revendications indépendantistes concernant la sortie de l'accord de Nouméa en s'affirmant contre les transferts de compétences envisagés dans l'article 27 de la loi organique de 1999 (à savoir de l'organisation administrative locale, de l'enseignement supérieur et de la communication audiovisuelle), pour la réouverture du corps électoral, pour la révision de la clé de répartition des dotations entre les trois provinces, pour « la recherche de signes identitaires afin qu’ils représentent l’ensemble des communautés présentes en Nouvelle-Calédonie et qu’ils rassemblent les Calédoniens » (tout particulièrement en ce qui concerne le drapeau, plusieurs des personnalités du parti, dont surtout Philippe Blaise, ayant participé au Collectif pour un drapeau commun) et pour le maintien du nom de « Nouvelle-Calédonie » (sans ajout ou substitution avec le nom revendiqué par les nationalistes kanak de Kanaky). Enfin, il s'oppose à l'organisation des référendums prévus par l'accord de Nouméa, jugés « binaires », et propose à la place un « droit permanent à l'autodétermination » d'initiative citoyenne (déclenchés à la demande d'au moins la moitié des électeurs néo-calédoniens, avec un délai « de 25 ans entre chaque consultation » au minimum, selon le modèle québécois).
Concernant les questions sociales et économiques, LRC se présente comme un parti libéral. En effet, comme le disent ses statuts, il indique placer « les libertés au centre de son projet de société », surtout les droits individuels. Ainsi, il cite tout particulièrement la liberté de conscience (défendant la laïcité selon le modèle français), la liberté d'expression, la liberté de circulation ainsi que celles défendues par le libéralisme économique (d'entreprendre, du commerce et de l'industrie, du consommateur et de la propriété privée). La plupart des dirigeants du mouvement, à commencer par Sonia Backès, Philippe Blaise, Grégoire Bernut ou Christopher Gygès étaient déjà présentés depuis longtemps comme les principaux représentants d'une ligne économiquement libérale au sein de la classe politique néo-calédonienne.

## Membres

### Élus au Congrès

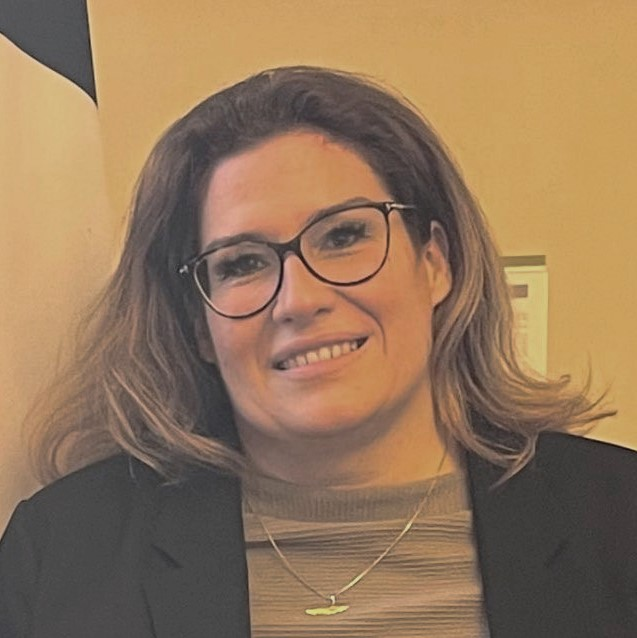
Sonia Backès en 2022.

#### De 2017 à 2019
Le groupe formé le 18 juillet 2017 est présidé par Sonia Backès et vice-présidé par Philippe Blaise et Grégoire Bernut, ce dernier ayant de plus été le candidat du groupe à la présidence du Congrès le lendemain (candidature retirée dès le second tour pour soutenir la réélection du président sortant Thierry Santa de la Plateforme et du Rassemblement). Il comprend six membres à l'origine puis sept à partir du 1er décembre 2017, tous issus de l'Assemblée de la Province Sud :
- Nicole Andréa-Song (DVD, dissidente du Rassemblement en 2017, conseillère provinciale du Sud depuis 1999, membre du Congrès de 1999 à 2004 et depuis 2014, ancienne présidente de la commission du développement rural de l'Assemblée de la Province Sud et du conseil d'administration de l'Établissement de régulation des prix agricoles de 2009 à 2014) ;
- Sonia Backès (présidente du groupe, DVD, dissidente du Rassemblement en 2013 puis du MPC en 2015, ancienne présidente du groupe Les Républicains de Nouvelle-Calédonie au Congrès de 2015 à 2017, membre du Congrès et de l'Assemblée de la Province Sud en 2009, 2014 et depuis 2015, conseillère municipale d'opposition de Nouméa depuis 2014, candidate aux élections législatives de 2017 dans la 1re circonscription, ancienne membre du gouvernement de 2009 à 2015) ;
- Grégoire Bernut (vice-président du groupe, DVD, dissident de L'Avenir ensemble en 2013 puis du Rassemblement en 2017, ancien président du groupe Front pour l'unité-Entente provinciale Nord ou FPU-EPN au Congrès de 2014 à 2015, ancien porte-parole et coordinateur du FPU de 2013 à 2015, ancien vice-président du groupe Les Républicains de Nouvelle-Calédonie au Congrès de 2015 à 2017, candidat suppléant aux élections législatives de 2017 dans la 2e circonscription, président de la commission du Développement économique de l'Assemblée de la Province Sud depuis 2012, membre du Congrès depuis 2014 où il préside la commission de la Législation et Réglementation économiques et fiscales) ;
- Philippe Blaise (vice-président du groupe, président fondateur depuis 2011 du MRC, dissident du Rassemblement en 2010, membre fondateur du Collectif pour un drapeau commun, président de la Commission des équipements publics, de l’énergie et des transports de l'Assemblée de la Province Sud et membre du Congrès depuis 2014, conseiller municipal de Nouméa depuis 2008 d'abord dans la majorité de 2008 à 2010 puis dans l'opposition depuis 2010) ;
- Isabelle Lafleur (présidente depuis 2010 du RPC, élue conseillère provinciale et du Congrès en 2014 avec l'UCF, chef d'entreprise, fille de l'ancien chef historique du camp anti-indépendantiste Jacques Lafleur, conseillère municipale d'opposition de Nouméa depuis 2014, candidate aux élections législatives de 2012 dans la 1re circonscription) ;
- Harold Martin (signataire de l'accord de Nouméa, président fondateur de 2004 à 2008 et depuis 2009 de L'Avenir ensemble, dissident du RPCR en 2001, ancien président du gouvernement de 2007 à 2009 et de 2011 à 2014, ancien président du Congrès de 1997 à 1998, de 2004 à 2007 et de 2009 à 2011, maire de Païta depuis 1995, candidat aux élections législatives de 2007 puis de 2017 dans la 2e circonscription).
- Silipeleto « Fiu » Muliakaaka à partir du 1er décembre 2017[7] (ancien militant du Rassemblement de 2009 à 2013 puis de Calédonie ensemble de 2013 à 2018, ancien membre du Congrès de 2009 à 2014, conseiller municipal d'opposition puis non inscrit de Païta, ancien conseiller municipal de Dumbéa de 2008 à 2014), siège au Congrès depuis le 3 juin 2015 en remplacement de Hélène Iekawé (membre du gouvernement Calédonie ensemble).

#### Depuis 2019
Les Républicains calédoniens obtiennent huit sièges au Congrès lors des élections provinciales du 12 mai 2019. Ils sont tous élus sur la liste L'Avenir en confiance menée par Sonia Backès en Province Sud et font partie du groupe du même nom, le plus important de cette assemblée (18 membres sur 54) et présidé par Virginie Ruffenach du Rassemblement-LR. Après l'entrée en fonction du 16e gouvernement le 6 juillet 2019 puis du 17e gouvernement le 16 juillet 2021, leur nombre est porté à neuf, pour redescendre à huit après la dissidence de Guy-Olivier Cuénot pour le Rassemblement national le 9 septembre 2021, remonter à huit avec le ralliement de Brieuc Frogier lorsqu'il quitte le Rassemblement le 13 avril 2022 et finalement baisser à huit à nouveau à la suite de l'entrée en fonction du 18e gouvernement le 15 janvier 2025 (sont indiqués en gras les noms des conseillers réélus en 2019) :
- Sonia Backès (présidente fondatrice des Républicains calédoniens depuis 2017, présidente de l'Assemblée de la Province Sud depuis 2019, membre de la Commission permanente du Congrès, tête de la liste « UCF » en 2014 et L'Avenir en confiance en 2019, ancienne présidente des groupes UCF en 2014, Les Républicains de 2015 à 2017 puis Les Républicains calédoniens de 2017 à 2019, ancienne membre du gouvernement de la Nouvelle-Calédonie de 2009 à 2015, ancienne conseillère municipale de Nouméa de 2014 à 2020).
- Philippe Blaise (co-secrétaire général des Républicains calédoniens depuis 2017 et président fondateur du MRC depuis 2011, co-porte-parole de L'Avenir en confiance depuis 2019, membre de la Commission permanente du Congrès, vice-président du groupe L'Avenir en confiance au Congrès et 1er vice-président de l'Assemblée de la Province Sud depuis 2019, conseiller municipal de Nouméa depuis 2014).
- Lionnel Brinon (ancien secrétaire général de Tous Calédoniens de 2015 à 2018, président de la commission de l'Agriculture et de la Pêche au Congrès, conseiller municipal de La Foa depuis 2014 et 1er adjoint au maire depuis 2020).
- Brieuc Frogier (ancien élu du Rassemblement jusqu'en 2022, fils de l'ancien député puis sénateur RPR, UMP et LR Pierre Frogier, résidant au Mont-Dore).
- Muriel Malfar-Pauga (dirigeante de « Passionnément Dumbéa », présidente de la commission des Sports au Congrès, ancienne médiatrice du logement au gouvernement de la Nouvelle-Calédonie de 2018 à 2019, conseillère municipale de Dumbéa de 2001 à 2020).
- Alésio Saliga (vice-président des Républicains calédoniens depuis 2017, également militant de LREM sur le plan national, ancien membre de L'Avenir ensemble, élu conseiller provincial en 2009 en remplacement de Simon Loueckhote puis Harold Martin, tous deux portés successivement au gouvernement de la Nouvelle-Calédonie, ancien collaborateur à la présidence du Congrès de 2004 à 2007 puis à celle du gouvernement de la Nouvelle-Calédonie de 2007 à 2009 de Harold Martin, tout particulièrement chargé du comité de coordination de la communauté wallisienne et futunienne, co-secrétaire du Congrès, résidant à Nouméa).
- Françoise Suvé (également militante de LREM sur le plan national, 7e puis 8e adjointe au maire de Nouméa chargée de l'environnement et du développement durable depuis 2014).
- Naia Wateou (5e vice-présidente du Congrès, cheffe du groupe L'Avenir en confiance à l'Assemblée de la Province Sud depuis 2019, conseillère municipale de Nouméa depuis 2020, originaire d'Ouvéa).

### Élus à l'Assemblée de la Province Sud

#### De 2017 à 2019
Huit conseillers provinciaux du Sud sont liés aux Républicains calédoniens à partir de juillet 2017, dont les six puis sept membres du groupe au Congrès cités ci-dessus auxquels s'ajoutent deux, puis une personnalité à partir du 1er décembre 2017, uniquement membres de l'Assemblée provinciale :
- Paule Gargon (DVD, dissidente du MPC en 2015, conseillère provinciale depuis 2014 en remplacement successivement de Sonia Backès puis d'Isabelle Champmoreau jusqu'au retour de cette dernière dans l'assemblée de province le 1er décembre 2017, élue sous les couleurs de l'UCF) ;
- Alésio Saliga (L'Avenir ensemble, élu en 2009 en remplacement de Simon Loueckhote puis Harold Martin, tous deux portés successivement au gouvernement de la Nouvelle-Calédonie, ancien collaborateur à la présidence du Congrès de 2004 à 2007 puis à celle du gouvernement de la Nouvelle-Calédonie de 2007 à 2009 de Harold Martin, tout particulièrement chargé du comité de coordination de la communauté wallisienne et futunienne).

#### Depuis 2019
Après les élections provinciales de 2019, dix membres des Républicains calédoniens sont élus sur la liste de L'Avenir en confiance en Province Sud, réduits à neuf après le départ de Guy-Olivier Cuénot en septembre 2019 puis remonté à dix avec le ralliement de Brieuc Frogier en avril 2022. Y figurent depuis le début de cette mandature les neuf puis huit élus cités ci-dessus comme étant également membres du Congrès, ainsi que, à l'origine et jusqu'à son élection dans le gouvernement local le 6 juillet 2019, Christopher Gygès. Depuis cette dernière date jusqu'au 15 janvier 2025, une seule élue est uniquement membre de l'Assemblée provinciale, ce nombre étant ensuite porté à deux : 
- Jean-Gabriel Favreau (co-animateur du pôle vie militante des Républicains calédoniens depuis 2017, rapporteur de la commission des Finances et du Budget au Congrès, conseiller financier, champion de funboard), ancien membre du Congrès du 6 juillet 2019 au 15 janvier 2025 en remplacement de Yoann Lecourieux (élu Le Rassemblement au gouvernement).
- Christiane Saridjan-Verger (également militante de LREM, conseillère municipale de Nouméa depuis 2020).

### Membres du Gouvernement de la Nouvelle-Calédonie
Lors de l'élection du 15e gouvernement issu du statut de l'accord de Nouméa le 31 août 2017, le groupe Les Républicains calédoniens au Congrès présente une liste du même nom menée par Christopher Gygès, jusque-là chef du cabinet de Sonia Backès dans ses différentes fonctions de membre de l'exécutif ou de présidente de groupe. Totalisant les six voix de la formation, cette liste gagne ainsi un siège de membre du gouvernement pour Christopher Gygès. Cet exécutif n'entre officiellement en fonction que le 1er décembre 2017 avec l'élection de Philippe Germain (Calédonie ensemble) à la présidence et de Jean-Louis d'Anglebermes (FLNKS-UC) à la vice-présidence (Christopher Gygès est le seul à ne pas voter pour eux mais à voter blanc). Le 6 décembre 2017, Christopher Gygès obtient le contrôle et l'animation des secteurs de la Protection sociale, de la Famille, de la Solidarité, du Handicap et de la Protection judiciaire de l'enfance et de la jeunesse. 

### Maires et conseillers municipaux
Harold Martin (Païta) est le seul parmi les 33 maires de Nouvelle-Calédonie qui participe à la fondation des Républicains calédoniens. Il entraîne avec lui une grande partie de sa majorité municipale de 25 conseillers sur 33, dont son 1er adjoint Willy Gatuhau, par ailleurs président du Syndicat intercommunal du Grand Nouméa (SIGN) depuis 2015. Harold Martin démissionne de son mandat municipal le 31 janvier 2019 et est remplacé par son adjoint Willy Gatuhau, également membre des Républicains calédoniens. Ce dernier démissionne à son tour le 3 mai 2024 et c'est sa première adjointe, Maryline d'Arcangelo, toujours issue des Républicains calédoniens, qui lui succède le 3 juin.
Au conseil municipal de Nouméa, quatre puis la totalité des cinq membres du groupe « Les Républicains » ont rejoint le nouveau parti (Sonia Backès, Jean-Claude Briault, Isabelle Lafleur et la championne olympique Félicia Ballanger, rejoints en 2018 par le nouveau conseiller municipal Hnadriane Hnadriane, ces trois derniers étant auparavant des militants du RPC), mais aussi le non-inscrit Philippe Blaise (qui a quitté le groupe de l'UCF en juillet 2017) ainsi que trois membres du groupe de la liste « Avec nous, ça va changer » (la 7e adjointe Françoise Suvé, le 10e adjoint Marc Zeisel et la conseillère Valérie Laroque-Daly) soutenant le maire de Nouméa Sonia Lagarde (en conflit plus ou moins ouvert avec son parti, Calédonie ensemble, qui a créé un groupe dissident en juin 2015). 
Un autre conseiller municipal, et ancienne figure de premier plan de la vie politique néo-calédonienne, ayant adhéré aux Républicains calédoniens est l'unique élu non-indépendantiste d'Ouvéa, Simon Loueckhote (signataire de l'accord de Nouméa, ancien sénateur RPR puis UMP de la Nouvelle-Calédonie de 1992 à 2011, ancien président du Congrès de 1989 à 1995 et de 1998 à 2004, président fondateur du LMD de 2008 à 2017 et de « L'autre voix(e) » de 2013 à 2017, ancien président du RPC de 2006 à 2008, dissident du Rassemblement en 2006, conseiller municipal d'Ouvéa de 1983 à 2008 et depuis 2014, ancien conseiller régional puis provincial des îles Loyauté de 1985 à 2009 puis du Sud de 2009 à 2014 et membre du Congrès de 1985 à 2014).

### Autres personnalités et anciens élus
D'autres personnalités historiques de la vie politique néo-calédonienne, mais qui n'ont plus de mandats électifs provinciaux ou au Congrès depuis 2014, soutiennent également Les Républicains calédoniens : 
- Didier Leroux (délégué local de l'UDF puis du MoDem depuis 2002, ancien président fondateur d'Une Nouvelle-Calédonie pour tous ou UNCT puis d'Alliance de 1995 à 2004, ancien militant de L'Avenir ensemble de 2004 à 2009 qu'il a présidé de 2008 à 2009, ancien membre du gouvernement de 2004 à 2007, ancien conseiller provincial du Sud et membre du Congrès de 1995 à 2004 et de 2007 à 2014, ancien président de la commission permanente du Congrès de 2011 à 2012, ancien candidat aux élections législatives de 1997, 2002 et 2007 dans la 1re circonscription) ;
- Pierre Bretegnier (signataire des accords de Matignon-Oudinot, militant du RPCR puis du Rassemblement-UMP de 1980 à 2014, puis de l'UCF et du MPC de 2014 à 2015 puis des Républicains de 2015 à 2017, ancien conseiller provincial du Sud et membre du Congrès de 1989 à 2014, ancien président de la commission permanente du Congrès de 2009 à 2011 et de 2012 à 2013, ancien 2e vice-président de 1989 à 1996 et de 1999 à 2001 puis 1er vice-président de l'assemblée de la Province Sud de 1996 à 1999 et de 2001 à 2004, ainsi qu'ordonnateur du budget de cette assemblée de 1989 à 2004).

## Direction
La direction est approuvée lors du Congrès fondateur de l'hôtel Nouvata à Nouméa le 7 décembre 2017 :
- Présidente d'honneur : Isabelle Lafleur (LREM, ex-RPC)
- Présidente : Sonia Backès (ex-Rassemblement-UMP, ex-MPC, ex-DVD)
  - Vice-présidents : Valérie Laroque-Daly (« Avec nous, ça va changer ») - Alésio Saliga (LREM, ex-Avenir ensemble)
- Secrétaires généraux : Philippe Blaise (ex-Rassemblement-UMP, MRC) - Willy Gatuhau (LREM, ex-Avenir ensemble)
- Animateurs du pôle projet : Marc Zeisel (« Avec nous, ça va changer ») - Christopher Gygès (LREM, ex-RPC, ex-LMD, ex-Rassemblement-UMP, ex-MPC, ex-DVD)
- Animateurs du pôle vie militante : Madeleine Pakaina (ex-Rassemblement) - Jean-Gabriel Favreau (ex-MPC, ex-DVD) - Antoine Romain (ex-Avenir ensemble)